# 2024-es magyarországi önkormányzati választás
A 2024-es magyarországi önkormányzati választást 2024. június 9-én tartották. A képviselőket és polgármestereket az alaptörvény értelmében kivételesen 4,5 évre (2024 őszétől 2029 tavaszáig) választották.
Az alaptörvény tizenegyedik módosítása értelmében 2024-től az európai parlamenti választással egyidőben kell megtartani az önkormányzati választásokat Magyarországon. Ezért a szavazást a 2024-es magyarországi európai parlamenti választás napján tartották.

## Választási rendszer
Az önkormányzati választáson a vármegyei (fővárosi) és helyi (kerületi) önkormányzati képviselőket, a polgármestereket és a főpolgármestert, valamint a nemzetiségi önkormányzati képviselőket választják meg. A helyi önkormányzati választáson azok választhatnak, akiknek az adott településen, vármegyei önkormányzati választáson azok választhatnak, akiknek az adott vármegyében (kivéve a vármegyeszékhely település) van a lakóhelyük vagy bejelentett tartózkodási helyük, azaz életvitelszerűen ott élnek, vagy legalábbis három hónapnál hosszabb ideig tartózkodnak. A magyar állampolgárság nem feltétel, de hiányában regisztrálni kell. Nincs választójoga annak, akit a bíróság bűncselekmény elkövetése vagy belátási képesség korlátozottsága miatt kizárt ebből a jogból. Szintén feltétel a nagykorúság. A nemzetiségi önkormányzati választáson az szavazhat, aki megadott határidőig az adott nemzetiséghez tartozónak vallja magát.
A választáson mindazok választhatóak, akik választójoggal rendelkeznek, továbbá a külföldön élő magyar állampolgárok is elindulhatnak a választáson; a helyben lakás nem feltétel.
| Főpolgármester                            | 1      |
| Polgármesterek                            | 3 177  |
| 10 ezer és az alatti lakosú településeken | 3 011  |
| 10 ezer feletti lakosú településeken      | 166    |
| Fővárosi kerületekben                     | 23     |
| Megyei jogú városokban                    | 25     |
| Egyéb 10 ezer lakos feletti településeken | 118    |
| Települési önkormányzati képviselők       | 16 735 |
| 10 ezer és az alatti lakosú településeken | 14 528 |
| Egyéni listákról                          | 14 528 |
| 10 ezer lakos feletti településeken       | 2 207  |
| Egyéni listákról                          | 1 586  |
| Kompenzációs listákról                    | 621    |
| Közgyűlési mandátumok                     | 413    |
| Fővárosi listás mandátumok                | 32     |
| Megyei közgyűlési mandátumok              | 381    |
| Összes helyi önkormányzati mandátum       | 20 326 |

### A vármegyei közgyűlés választása
A választás szabályai a 19 vármegyében azonosak. A választás egyfordulós, listás.
A vármegyei közgyűlések képviselőinek száma a teljes vármegye lakosságától függ, bár a megyei jogú városokban élők nem szavazhatnak a vármegyei önkormányzat összetételéről. Legkevesebb 15 fős lehet egy közgyűlés, egyebekben 400 ezer lakosig minden 20 ezer fő után egy képviselő, efölött 700 ezer lakosig minden 30 ezer fő után egy képviselő, efölött pedig minden 40 ezer fő után egy képviselő.
Listát az a párt(szövetség) állíthat, amely a vármegyében a lakosság 0,5%-ának megfelelő számú ajánlást gyűjt össze. A mandátumkiosztás D’Hondt-módszerű, de mandátumot csak azok a pártok kapnak, amelyek a szavazatok 5%-át (közös listával 10, illetve 15%-át) elérik.
| Vármegye               | Szavazásra jogosult | Képviselő | Képviselő    |
| Vármegye               | Szavazásra jogosult | 2024      | +/– 2019 óta |
| ---------------------- | ------------------- | --------- | ------------ |
| Baranya                | 303 011             | 18        |              |
| Bács-Kiskun            | 412 888             | 23        |              |
| Békés                  | 274 461             | 16        | -1           |
| Borsod-Abaúj-Zemplén   | 511 307             | 28        | -1           |
| Csongrád-Csanád        | 325 844             | 19        | -1           |
| Fejér                  | 342 218             | 20        |              |
| Győr-Moson-Sopron      | 377 050             | 22        | +1           |
| Hajdú-Bihar            | 425 181             | 24        |              |
| Heves                  | 237 061             | 15        |              |
| Jász-Nagykun-Szolnok   | 295 889             | 18        |              |
| Komárom-Esztergom      | 244 907             | 15        |              |
| Nógrád                 | 153 221             | 15        |              |
| Pest                   | 1 065 267           | 46        | +2           |
| Somogy                 | 254 832             | 15        |              |
| Szabolcs-Szatmár-Bereg | 438 448             | 25        |              |
| Tolna                  | 176 409             | 15        |              |
| Vas                    | 205 462             | 15        |              |
| Veszprém               | 281 201             | 17        |              |
| Zala                   | 227 821             | 15        |              |
| 19 vármegye            | 6 552 478           | 381       |              |

### A települési önkormányzati választás
A közgyűlés választásának szabályai attól függnek, hogy a település lakossága meghaladja-e a 10 000 főt. A képviselő-testület létszáma itt is a település lakosságától függ. A polgármester, akit külön választanak meg, tagja és egyben vezetője is a közgyűlésnek, képviselő-testületnek.

#### Települések tízezer lakosig
Az ilyen települések mindegyike egy választókerületet alkot. Jelölt az lehet, akit a választók legalább 1%-a ajánlott. Szavazáskor az összes jelölt neve egy közös szavazólapon szerepel, a választópolgár pedig legfeljebb annyi jelöltre szavaz, mint ahány fős a képviselő-testület. Érvényesek azok a szavazólapok is, amelyeken ennél kevesebb jelölt neve mellé tettek a szavazók X-et (vagy keresztet). A képviselők a legtöbb szavazatot kapó jelöltek lesznek.
| Lakosság    | Képviselők |
| ----------- | ---------- |
| 1–100       | 2          |
| 101–1000    | 4          |
| 1001–5000   | 6          |
| 5001–10 000 | 8          |

#### Települések tízezer lakos fölött
Az ilyen településeket egyéni választókerületekre osztották fel (számukat törvény határozza meg), a körzetben – ahol a jelöltséghez a lakosság 1%-ának ajánlása szükséges – a legtöbb szavazatot kapó jelölt lesz a képviselő. A képviselővé nem vált jelöltek szavazatait pártonként összeadják (feltéve, hogy a párt a körzetek legalább kétharmadában állított jelöltet), és a Sainte-Laguë-módszerrel kiosztják róla a törvényben meghatározott mandátumszámot. Csak az a lista kaphat mandátumot, amelyik a kompenzációs szavazatok számának (csak a listát állító pártokét összeadva) az 5%-át elérte. Az 5%-os küszöb két jelölő szervezet közös listájánál 10%-ra, három vagy több esetén pedig 15%-ra nő.
| Lakosság         | Képviselői helyek                          | Képviselői helyek                         | Képviselői helyek |
| Lakosság         | Egyéni                                     | Kompenzációs                              | Összesen          |
| ---------------- | ------------------------------------------ | ----------------------------------------- | ----------------- |
| 10 001 – 25 000  | 8                                          | 3                                         | 11                |
| 25 001 – 50 000  | 10                                         | 4                                         | 14                |
| 50 001 – 75 000  | 12                                         | 5                                         | 17                |
| 75 001 – 100 000 | 14                                         | 6                                         | 20                |
| 100 000 felett   | 14, és minden további 10 000 lakos után +1 | 6, és minden további 25 000 lakos után +1 |                   |

### A polgármester-választás
A polgármester választás egyfordulós, jelöltté váláshoz jogszabályokban megszabott számú ajánlás kell: a 10 000 vagy annál kevesebb lakosú településeken a választópolgárok legalább 3%-ától, a 10 000 lakost meghaladó, de 100 000 vagy annál kevesebb lakosú település esetén legalább 300 választópolgártól, míg a 100 000-nél több lakosú település esetén legalább 500 választópolgártól kellett ehhez ajánlást szerezni. A polgármester a legtöbb szavazatot kapó jelölt lesz.

### Budapest
Budapesten a választók kerületi képviselő-testületet és polgármestert, valamint főpolgármestert választanak. A kerületi választási rendszer azonos a településivel, beleértve a polgármesterek megválasztását is.
Főpolgármester az lesz, aki a legtöbb szavazatot kapta a főpolgármester-jelöltek közül; a jelöltté váláshoz azonban 5000 ajánlás szükséges.
2023 decemberében, fél évvel a választások előtt az Országgyűlés visszaállította a 2014 előtti rendszert, azaz a főpolgármesteren kívül csak listás képviselők kerülnek a fővárosi közgyűlésbe.
A választás eredményeként felállt fővárosi közgyűlés tagjai: 32 listás jelölt, valamint a főpolgármester.

## Jelöltek és eredmények

### Országosan
Országos áttekintés a jelöltállításról:
| Jelöltek                       | Független | Szervezet által állított | Szervezet által állított | Összesen |
| Jelöltek                       | Független | önálló                   | közös                    | Összesen |
| ------------------------------ | --------- | ------------------------ | ------------------------ | -------- |
| Főpolgármester                 | 0         | 1                        | 2                        | 3        |
| Fővárosi listás                | –         | 112                      | 207                      | 319      |
| Vármegyei listás               | –         | 931                      | 680                      | 1 611    |
| Polgármester                   | 6 260     | 530                      | 853                      | 7 643    |
| Egyéni listás                  | 30 587    | 1 197                    | 1 653                    | 33 437   |
| Egyéni választókerületi        | 484       | 3 953                    | 2 318                    | 6 755    |
| Települési kompenzációs listán | –         | 3 450                    | 2 595                    | 6 045    |
| Összesen                       | 37 331    | 10 174                   | 8 309                    | 55 814   |

### Részvételi adatok
| 2024. június 9. | 2024. június 9. | 2024. június 9. |
| --------------- | --------------- | --------------- |
| 7:00-ig         | 1,88%           | 148 427 fő      |
| 9:00-ig         | 9,98%           | 785 546 fő      |
| 11:00-ig        | 22,89%          | 1 802 332 fő    |
| 13:00-ig        | 33,14%          | 2 609 173 fő    |
| 15:00-ig        | 42,04%          | 3 310 686 fő    |
| 17:00-ig        | 50,69%          | 3 991 444 fő    |
| 18:30-ig        | 56,09%          | 4 416 794 fő    |
| 19:00-ig        | 58,10%          | 4 560 620 fő    |

### Budapest főpolgármester-jelöltjei
| Jelölt                 | Támogató szervezet | Támogató szervezet | Szavazat | Arány  |
| ---------------------- | ------------------ | --- | -------- | ------ |
| Karácsony Gergely      |                    | Párbeszéd–DK–MSZP (a Momentum támogatásával) | 371 538  | 47,52% |
| Vitézy Dávid           |                    | Vitézy Dáviddal Budapestért, LMP (Brenner Koloman, a Jobbik visszalépett jelöltje támogatásával) (Szentkirályi Alexandra, a Fidesz–KDNP visszalépett jelöltje támogatásával) | 371 245  | 47,49% |
| Grundtner András       |                    | Mi Hazánk | 38 984   | 4,99%  |
| Szentkirályi Alexandra |                    | Fidesz–KDNP (június 7-én bejelentette visszalépését az indulástól, de neve a szavazólapokon áthúzva rajtamaradt.)                                                            | –*       | –      |
| Összesen               | Összesen           | Összesen | 781 767  | 100 %  |

*Minden rá adott szavazat automatikusan érvénytelennek számít.
A szavazatok addig példátlanul szoros eredménye miatt Vitézy Dávid bejelentette, hogy a szavazatok újraszámolását fogja kezdeményezni. A Nemzeti Választási Bizottság (NVB) Vitézy számos kifogása miatt el is rendelte a főpolgármester-választás érvénytelen szavazatainak újraszámolását, Karácsony Gergely viszont június 13-án már azt kezdeményezte, hogy egész Budapesten ismételjék meg a főpolgármester-választást. Június 14-én az újraszámlálás után az NVB bejelentette, hogy 560 érvénytelen szavazatot sikerült érvényesíteni, melyből Grundtner Andrást 53, Karácsony Gergelyt 112, míg Vitézy Dávidot 395 támogatta, így a különbség 41-re csökkent, ami szerint Karácsony Gergely maradt Budapest főpolgármestere.
Az újraszámolás után Vitézy az alacsony különbség miatt az összes szavazat újraszámolását, illetve a visszalépett jelölt vékony vonallal történt kihúzása miatt a IV. és VII. kerületekben a választás megismétlését, Karácsony pedig az érvénytelen szavazatok újraszámolása során felmerült hibák miatt a teljes főpolgármesteri választás megismétlését kérelmezte a Kúrián. A legfelsőbb bíróság először mindegyik kérelmet elutasította, de Vitézy alkotmányjogi panaszt nyújtott be, melynek az Alkotmánybíróság helyt adott, és a Kúria ítéletét megsemmisítette. A Kúria ezután elrendelte az összes érvényes szavazat újraszámolását. Az újraszámolási folyamat 3 napot vett igénybe, melynek végeredménye alapján Karácsony Gergely nyerte a főpolgármester-választást, 293 szavazattal. Összesen nagyjából 1500 szavazat minősítése változott, ebből 507 szavazat lett érvénytelennek nyilvánítva.

### Budapesti listák
| Jelölő szervezet     | Jelöltek száma | Listavezető            | Szavazat | Arány  | Mandátumok | Mandátumok |
| Jelölő szervezet     | Jelöltek száma | Listavezető            | Szavazat | Arány  | Száma      | Aránya     |
| -------------------- | -------------- | ---------------------- | -------- | ------ | ---------- | ---------- |
| Fidesz–KDNP          | 96             | Szentkirályi Alexandra | 227 285  | 28,69% | 10         | 31,25%     |
| TISZA                | 14             | Magyar Péter           | 216 609  | 27,34% | 10         | 31,25%     |
| DK–MSZP–Párbeszéd    | 69             | Karácsony Gergely      | 131 696  | 16,62% | 6          | 18,75%     |
| VDB, LMP             | 32             | Vitézy Dávid           | 80 402   | 10,15% | 3          | 9,375%     |
| MKKP                 | 15             | Baranyi Krisztina      | 62 541   | 7,89%  | 3          | 9,375%     |
| Momentum             | 31             | Donáth Anna            | 39 471   | 4,98%  | 0          |            |
| Mi Hazánk            | 32             | Grundtner András       | 30 208   | 3,81%  | 0          |            |
| Munkáspárt           | 17             | Thürmer Gyula          | 1 835    | 0,23%  | 0          |            |
| A Nép Pártján        | 3              | Ruttensdorfer Béla     | 1 315    | 0,17%  | 0          |            |
| Szolidaritás, L7, HP | 10             | Székely Sándor         | 930      | 0,12%  | 0          |            |
| Összesen             | Összesen       | Összesen               | 792 292  | 100 %  | 32         | 100%       |

### Budapesti Közgyűlés összetétele

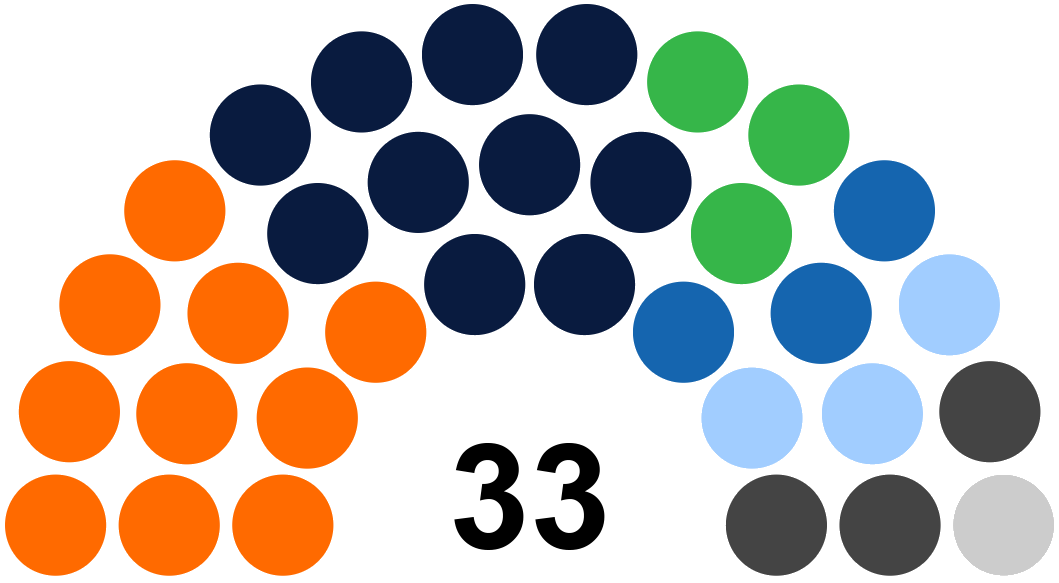
Fővárosi Közgyűlés összetétele

| Fidesz–KDNP | TISZA | Párbeszéd–DK–MSZP | LMP | MKKP |
| --- | --- | --- | --- | --- |
| 1. Szentkirályi Alexandra 2. Sára Botond 3. Böröcz László 4. Janó-Veilandics Franciska 5. Varga Zsoltné Szalai Piroska 6. Szécsényi Dániel 7. Havasi Zoltán 8. Sinkovics Krisztián Ádám 9. Radics Béla 10. Böjthe Péter 11. György Bence István 12. Elekes Tamás 13. Tóth Réka Kamilla 14. Szarvas Attila Sándor 15. Szilágyi Demeter 16. Gyurákovics Andrea 17. Kun-Gazda Péter 18. Gyepes Ádám 19. Takaró Mihály Károly 20. Dudás Zoltán | 1. Magyar Péter 2. Ordas Eszter 3. Porcher Áron Somerville 4. Böröck-Gémes Szilvia 5. Barna Judit Annamária 6. Bovier György 7. Kulja András 8. Lakos Eszter 9. Gerzsenyi Gabriella 10. Kollár Kinga 11. Bujdosó Andrea Anna 12. Molnár Dániel 13. Orbán Árpád István 14. Balogh Balázs | 1. Karácsony Gergely 2. Szaniszló Sándor 3. Tüttő Kata 4. Barabás Richárd 5. Déri Tibor 6. Béres András 7. Keszthelyi Dorottya 8. Horváth Csaba 9. Jószai Attila 10. Bakai-Nagy Zita 11. Bodnár Zoltán 12. Lukoczki Károly 13. Nemes Gábor 14. Sólyomfi Andrea Hanna 15. Nagy Richárd György 16. Gajda Péter 17. Mustó Géza Zoltán 18. Csizmazia Ferenc 19. Kovács Márton 20. Fekete Katalin | 1. Vitézy Dávid 2. Gál József 3. Szilágyi Anna Margit 4. Merker Dávid 5. Süveg Anna 6. Barta Márton 7. Hutiray Borbála 8. Togay Can 9. Kocsis János Balázs 10. Szabó-Kellner Katalin 11. Dományi Bálint 12. Heltai László 13. Megellai Orsolya 14. Horn Gergely 15. Édes Balázs 16. Varga Zsolt Krisztián 17. Fekete Izabella 18. Nényei Pál 19. Tóbiás Tas 20. Vida Attila | 1. Baranyi Krisztina 2. Kovács Gergely 3. Döme Zsuzsanna 4. Nagy Dávid 5. Bürger Zoltán 6. Kocsik Tekla 7. Ignáth Kitti 8. Mendly Miklós 9. Kovács Dávid 10. Nánásiné Abonyi Gyöngyi 11. Várady Zoltán 12. Győrffy Péter 13. Ferancz Norbert 14. Kiss Kornél 15. Kazinczy Krisztina |

| Momentum | Mi Hazánk | Munkáspárt | A Nép Pártján                                               | Szolidaritás, L7, HP |
| --- | --- | --- | ----------------------------------------------------------- | --- |
| 1. Donáth Anna 2. Soproni Tamás István 3. Havasi Gábor 4. Kerpel-Fronius Gábor 5. Szkaliczki Tünde 6. Kabos Eszter 7. Berg Dániel 8. Rádai Dániel 9. Gergely Bálint 10. Stemler Diána 11. Dukán András Ferenc 12. Farkas Csaba Sándor 13. Kerekes Andrea 14. Pataki Márton 15. Iker Áron 16. Szarvas Koppány Bendegúz 17. Naszádos Zsófia 18. Portik Zalán 19. Lengyel Patrik 20. Szaló Péter Tamás | 1. Grundtner András 2. Vékony Csongor 3. Balog Csaba 4. Pajor Tibor 5. Kvacskay Károly 6. Bartal András 7. Binder Csaba 8. Czeglédi János 9. Merha Attila 10. Juhász József 11. Tóth Zoltán József 12. Szecsődi Patrik 13. Balogné Marosvölgyi Anna 14. Nagy Attila 15. Kovács Attila 16. Árendás Mónika 17. Ébl György 18. Fazekas László 19. Zahuczki István Zsolt 20. Szabó Sándor | 1. Thürmer Gyula 2. Kerezsi László 3. Fléger Tamás 4. Barabás György 5. Gál Péter 6. Baranyi Gábor 7. Gazsó Attila 8. Zilahi Zoltán 9. Preyer Márk 10. Kapiné Nagy Éva Mária 11. Terék Noémi 12. Mocsári Sándor 13. Oravetzné Keresztúri Mária 14. Fodor István 15. Szabó László 16. Végh Ferenc 17. Fehér András Péter | 1. Ruttensdorfer Béla 2. Kerékgyártó Nóra 3. Oravecz Attila | 1. Székely Sándor 2. Hunwald György 3. Dankóné Hegedűs Jolán 4. Cséplő Dániel 5. Nemes László 6. Vincze Géza 7. Simon György 8. Pál Éva 9. Galba-Deák Ádám 10. Kál Károly |

### Budapest kerületei
| Város          | Jelölt                   | Támogató szervezet | Támogató szervezet                                                                 | Szavazat | Arány  |
| -------------- | ------------------------ | ------------------ | ---------------------------------------------------------------------------------- | -------- | ------ |
| I. kerület     | Böröcz László            |                    | Fidesz–KDNP                                                                        | 6 014    | 44,99% |
| I. kerület     | Váradiné Naszályi Márta  |                    | Várunk Egyesület, Párbeszéd, MSZP, Momentum, DK, MMN                               | 5 551    | 41,53% |
| I. kerület     | Nánásiné Abonyi Gyöngyi  |                    | MKKP                                                                               | 1 802    | 13,48% |
| II. kerület    | Őrsi Gergely             |                    | Párbeszéd, MSZP, LMP, Momentum, DK                                                 | 31 638   | 69,72% |
| II. kerület    | Dombi Rudolf             |                    | Fidesz–KDNP                                                                        | 12 747   | 28,09% |
| II. kerület    | Babcsány Dávid           |                    | Mi Hazánk                                                                          | 992      | 2,19%  |
| III. kerület   | Kiss László              |                    | DK, MSZP, Momentum, Párbeszéd, Jobbik, LMP                                         | 30 368   | 47,11% |
| III. kerület   | Bús Balázs               |                    | Fidesz–KDNP                                                                        | 24 861   | 38,56% |
| III. kerület   | Budai Sándor Viktor      |                    | MKKP                                                                               | 6 297    | 9,77%  |
| III. kerület   | Balogné Marosvölgyi Anna |                    | Mi Hazánk                                                                          | 2 941    | 4,56%  |
| IV. kerület    | Trippon Norbert          |                    | DK, MSZP, Momentum, Párbeszéd, Jobbik, LMP                                         | 21 579   | 46,90% |
| IV. kerület    | Wintermantel Zsolt       |                    | Fidesz–KDNP, Újpestért Egyesület                                                   | 16 157   | 35,12% |
| IV. kerület    | Nagy Dávid               |                    | MKKP                                                                               | 5 400    | 11,74% |
| IV. kerület    | Pajor Tibor              |                    | Mi Hazánk                                                                          | 1 884    | 4,09%  |
| IV. kerület    | Mayer Ádám               |                    | Független                                                                          | 740      | 1,61%  |
| IV. kerület    | Oravecz Attila           |                    | A Nép Pártján                                                                      | 249      | 0,54%  |
| V. kerület     | Szentgyörgyvölgyi Péter  |                    | Fidesz–KDNP                                                                        | 5 675    | 54,21% |
| V. kerület     | Juhász Péter             |                    | Momentum, DK, A Nép Pártján, MMN, Párbeszéd,MSZP, LMP                              | 4 360    | 41,65% |
| V. kerület     | Mázló Imre               |                    | Független                                                                          | 243      | 2,32%  |
| V. kerület     | Schmuck Andor            |                    | MIÉNK A BELVÁROS Egyesület                                                         | 191      | 1,82%  |
| VI. kerület    | Soproni Tamás            |                    | Momentum                                                                           | 8 915    | 66,37% |
| VI. kerület    | Kovács Balázs Norbert    |                    | Fidesz–KDNP                                                                        | 3 691    | 27,48% |
| VI. kerület    | Bálint György            |                    | Hatodik Kerület Fejlődéséért Egyesület (HAFE)                                      | 828      | 6,16%  |
| VII. kerület   | Niedermüller Péter       |                    | DK, MSZP, Momentum, Párbeszéd                                                      | 6 454    | 35,46% |
| VII. kerület   | Benedek Zsolt            |                    | Fidesz–KDNP                                                                        | 5 457    | 29,98% |
| VII. kerület   | Terdik Roland            |                    | MKKP                                                                               | 2 256    | 12,39% |
| VII. kerület   | Garai Dóra               |                    | Élhető Erzsébetváros Egyesület                                                     | 1 614    | 8,87%  |
| VII. kerület   | Lajos Béla               |                    | Színes Erzsébetváros                                                               | 1 519    | 8,35%  |
| VII. kerület   | Hunwald György           |                    | Lokálpatrióták Erzsébet Városáért, Szolidaritás, Helló Pesterzsébetiek             | 902      | 4,96%  |
| VIII. kerület  | Pikó András              |                    | Civilek Józsefvárosért Egyesület, Momentum, DK, Párbeszéd, LMP, Szikra Mozgalom    | 12 785   | 48,86% |
| VIII. kerület  | Sára Botond              |                    | Fidesz–KDNP                                                                        | 11 651   | 44,53% |
| VIII. kerület  | Ébl György               |                    | Mi Hazánk                                                                          | 841      | 3,21%  |
| VIII. kerület  | Szili-Darók Ildikó       |                    | MSZP                                                                               | 444      | 1,70%  |
| VIII. kerület  | Simon György             |                    | Szolidaritás, Lokálpatrióták7, Helló Pesterzsébetiek                               | 443      | 1,69%  |
| IX. kerület    | Baranyi Krisztina        |                    | Baranyi Krisztinát Ferencvárosért Egyesület (BKFE), Momentum, MKKP, LMP, Párbeszéd | 10 338   | 43,75% |
| IX. kerület    | Gyurákovics Andrea       |                    | Fidesz–KDNP                                                                        | 6 691    | 28,31% |
| IX. kerület    | Gegesy Ferenc            |                    | Független, MSZP, DK támogatással.                                                  | 5 279    | 22,34% |
| IX. kerület    | Kvacskay Károly          |                    | Mi Hazánk                                                                          | 1 001    | 4,24%  |
| IX. kerület    | Cséplő Dániel            |                    | Szolidaritás, Lokálpatrióták7, Helló Pesterzsébetiek                               | 323      | 1,37%  |
| X. kerület     | D. Kovács Róbert Antal   |                    | Fidesz–KDNP                                                                        | 14 424   | 49,15% |
| X. kerület     | Mustó Géza               |                    | DK, MSZP, Momentum, Párbeszéd, LMP                                                 | 8 103    | 27,61% |
| X. kerület     | Barna Judit              |                    | TISZA                                                                              | 5 309    | 18,09% |
| X. kerület     | Vékony Csongor           |                    | Mi Hazánk                                                                          | 1 327    | 4,52%  |
| X. kerület     | Kerezsi László           |                    | Munkáspárt                                                                         | 186      | 0,63%  |
| XI. kerület    | László Imre              |                    | DK, MSZP, Momentum, Párbeszéd, LMP                                                 | 32 774   | 46,80% |
| XI. kerület    | Király Nóra              |                    | Fidesz–KDNP                                                                        | 23 857   | 34,07% |
| XI. kerület    | Orbán Árpád              |                    | TISZA                                                                              | 10 706   | 15,29% |
| XI. kerület    | Zakar Gergely            |                    | Mi Hazánk                                                                          | 2 695    | 3,85%  |
| XII. kerület   | Kovács Gergely           |                    | MKKP                                                                               | 16 123   | 53,64% |
| XII. kerület   | Fonti Krisztina          |                    | Fidesz–KDNP                                                                        | 11 944   | 39,74% |
| XII. kerület   | Binder Csaba             |                    | Mi Hazánk                                                                          | 1 181    | 3,93%  |
| XII. kerület   | Vincze Géza              |                    | Szolidaritás, Lokálpatrióták7, Helló Pesterzsébetiek                               | 809      | 2,69%  |
| XIII. kerület  | Tóth József              |                    | MSZP, DK, Momentum, Párbeszéd, XIII. Kerületi Lokálpatrióták                       | 43 334   | 77,80% |
| XIII. kerület  | Harrach Tamás            |                    | Fidesz–KDNP                                                                        | 8 664    | 15,56% |
| XIII. kerület  | Balog Csaba              |                    | Mi Hazánk                                                                          | 1 929    | 3,46%  |
| XIII. kerület  | Kanász-Nagy Máté         |                    | LMP                                                                                | 1 769    | 3,18%  |
| XIV. kerület   | Rózsa András             |                    | Momentum                                                                           | 20 317   | 36,61% |
| XIV. kerület   | Borbély Ádám             |                    | Fidesz–KDNP                                                                        | 17 859   | 32,18% |
| XIV. kerület   | Horváth Csaba            |                    | MSZP, DK, Párbeszéd                                                                | 11 862   | 21,37% |
| XIV. kerület   | Czeglédi János           |                    | Mi Hazánk                                                                          | 2 758    | 4,97%  |
| XIV. kerület   | Vida Attila              |                    | LMP                                                                                | 2 705    | 4,87%  |
| XV. kerület    | Cserdiné Németh Angéla   |                    | DK, Jobbik, LMP, MSZP, Momentum, Párbeszéd                                         | 16 636   | 47,49% |
| XV. kerület    | Lehoczki Ádám            |                    | Fidesz–KDNP                                                                        | 13 149   | 37,54% |
| XV. kerület    | Palocsai Béla            |                    | Független                                                                          | 2 817    | 8,04%  |
| XV. kerület    | Bartal András            |                    | Mi Hazánk                                                                          | 2 427    | 6,93%  |
| XVI. kerület   | Kovács Péter             |                    | Fidesz–KDNP, A Magyar Vállalkozók és Munkaadók Pártja                              | 21 527   | 56,07% |
| XVI. kerület   | Csizmazia Ferenc         |                    | MSZP, DK, LMP, Párbeszéd, Momentum                                                 | 13 614   | 35,46% |
| XVI. kerület   | Ferenci Zoltán           |                    | XVI. Kerületi Közösségi Egyesület                                                  | 1 706    | 4,44%  |
| XVI. kerület   | Zsidró László            |                    | Mi Hazánk                                                                          | 1 548    | 4,03%  |
| XVII. kerület  | Horváth Tamás            |                    | Fidesz–KDNP                                                                        | 19 270   | 44,58% |
| XVII. kerület  | Dálnoki Áron             |                    | TISZA                                                                              | 7 346    | 16,99% |
| XVII. kerület  | Lukoczki Károly          |                    | MSZP, DK, Párbeszéd, Jobbik, LMP                                                   | 6 760    | 15,64% |
| XVII. kerület  | Gergely Bálint           |                    | Momentum                                                                           | 4 650    | 10,76% |
| XVII. kerület  | Fachet Gergő             |                    | Itthon Rákosmentén Egyesület                                                       | 3 598    | 8,32%  |
| XVII. kerület  | Fazekas László           |                    | Mi Hazánk                                                                          | 1 485    | 3,44%  |
| XVII. kerület  | Gál Péter                |                    | Munkáspárt                                                                         | 121      | 0,28%  |
| XVIII. kerület | Szaniszló Sándor         |                    | DK, Momentum, MSZP, Párbeszéd, Jobbik                                              | 25 061   | 51,53% |
| XVIII. kerület | Ughy Attila              |                    | Fidesz–KDNP                                                                        | 15 408   | 31,68% |
| XVIII. kerület | Balogh Balázs            |                    | TISZA                                                                              | 4 300    | 8,84%  |
| XVIII. kerület | Kaldenecker György       |                    | Mi Hazánk                                                                          | 1 775    | 3,65%  |
| XVIII. kerület | Banga Zoltán             |                    | LMP                                                                                | 1 411    | 2,90%  |
| XVIII. kerület | Tabi Tünde               |                    | Megoldás Mozgalom                                                                  | 323      | 0,66%  |
| XVIII. kerület | Baranyi Gábor            |                    | Munkáspárt                                                                         | 201      | 0,41%  |
| XVIII. kerület | Ruttensdorfer Béla       |                    | A Nép Pártján                                                                      | 156      | 0,32%  |
| XIX. kerület   | Gajda Péter              |                    | MSZP, Momentum, DK, Párbeszéd, LMP                                                 | 14 919   | 56,75% |
| XIX. kerület   | Dódity Gabriella         |                    | Fidesz–KDNP                                                                        | 9 277    | 35,29% |
| XIX. kerület   | Egyed András             |                    | Mi Hazánk                                                                          | 2 091    | 7,95%  |
| XX. kerület    | Szabados Ákos            |                    | Független, kormánypárti támogatással                                               | 13 084   | 49,60% |
| XX. kerület    | Fekete Katalin           |                    | DK, Momentum, MSZP, Párbeszéd, LMP                                                 | 9 325    | 35,35% |
| XX. kerület    | Tóth Zoltán              |                    | Mi Hazánk                                                                          | 2 097    | 7,95%  |
| XX. kerület    | Nemes László             |                    | Szolidaritás, Lokálpatrióták7, Helló Pesterzsébetiek                               | 1 314    | 4,98%  |
| XX. kerület    | Rovó László Attila       |                    | Jobbik                                                                             | 558      | 2,12%  |
| XXI. kerület   | Borbély Lénárd           |                    | Közösen Csepelért Polgári Egyesület - Borbély Lénárd Csapata                       | 23 130   | 67,39% |
| XXI. kerület   | Dukán András Ferenc      |                    | Momentum, DK, MSZP, Párbeszéd                                                      | 6 590    | 19,20% |
| XXI. kerület   | Dudás Zoltán             |                    | Fidesz–KDNP                                                                        | 3 514    | 10,24% |
| XXI. kerület   | Győrfi Krisztina         |                    | Független Lakossági és Vállalkozói Kerekasztal Egyesület                           | 676      | 1,97%  |
| XXI. kerület   | Kerékgyártó Nóra         |                    | A Nép Pártján                                                                      | 260      | 0,76%  |
| XXI. kerület   | Kál Károly               |                    | Szolidaritás                                                                       | 147      | 0,43%  |
| XXII. kerület  | Karsay Ferenc            |                    | Fidesz–KDNP                                                                        | 12 726   | 44,81% |
| XXII. kerület  | Perlai Zoltán            |                    | DK, Momentum, MSZP, Párbeszéd, LMP, Jobbik                                         | 12 330   | 43,41% |
| XXII. kerület  | Esze Tamás               |                    | Mi Hazánk                                                                          | 1 635    | 5,76%  |
| XXII. kerület  | Iván János               |                    | Budafok-Tétény Baráti Körök Egyesülete (BTBKE)                                     | 1 349    | 4,75%  |
| XXII. kerület  | Dankóné Hegedűs Jolán    |                    | Szolidaritás, Lokálpatrióták7, Helló Pesterzsébetiek                               | 363      | 1,28%  |
| XXIII. kerület | Bese Ferenc              |                    | Független, kormánypárti támogatással                                               | 5 490    | 51,53% |
| XXIII. kerület | Ritter Ottó              |                    | Soroksári Közélet Tisztaságáért Egyesület, Momentum, DK, Párbeszéd, Jobbik         | 2 701    | 25,35% |
| XXIII. kerület | Bereczki Miklós          |                    | Független, LMP támogatással                                                        | 1 879    | 17,64% |
| XXIII. kerület | Kovács Attila            |                    | Mi Hazánk                                                                          | 583      | 5,47%  |

### Megyei jogú városok
| Város            | Jelölt                      | Támogató szervezet | Támogató szervezet                                                                           | Szavazat | Arány  |
| ---------------- | --------------------------- | ------------------ | -------------------------------------------------------------------------------------------- | -------- | ------ |
| Baja             | Kámánné Bari Bernadett      |                    | Fidesz–KDNP                                                                                  | 7 584    | 47,95% |
| Baja             | Nyirati Klára               |                    | MARÉG - Magyarországi Régiókért Egyesület, MSZP                                              | 5 983    | 37,83% |
| Baja             | László Károly               |                    | Bácskaiak a Városért Egyesület                                                               | 902      | 5,70%  |
| Baja             | Üveges Tibor                |                    | Mi Hazánk                                                                                    | 881      | 5,57%  |
| Baja             | Garami Artúr                |                    | Független                                                                                    | 466      | 2,95%  |
| Baja             | Fercsák Róbert              |                    | Független                                                                                    | Kiesett  | -      |
| Békéscsaba       | Szarvas Péter               |                    | Hajrá Békéscsaba Egyesület                                                                   | 15 951   | 61,73% |
| Békéscsaba       | Pap János                   |                    | DK, MSZP, Párbeszéd, A Nép Pártján                                                           | 2 848    | 11,02% |
| Békéscsaba       | Bodóczi István              |                    | Patrióta Békéscsaba Egyesület, a TISZA Párt támogatásával.                                   | 5 389    | 20,85% |
| Békéscsaba       | Gyebnár Dávid               |                    | Mi Hazánk                                                                                    | 1 654    | 6,40%  |
| Debrecen         | Papp László                 |                    | Fidesz–KDNP                                                                                  | 40 808   | 48,39% |
| Debrecen         | Gondola Zsolt Zoárd         |                    | Civil Fórum Debrecen Egyesület                                                               | 19 227   | 22,80% |
| Debrecen         | Mándi László                |                    | Összefogás a Cívisvárosért Egyesület, támogatják: Momentum, LMP, MSZP, A Nép Pártján, Szikra | 16 833   | 19,96% |
| Debrecen         | Salánkiné Kuti Zsuzsanna    |                    | Mi Hazánk                                                                                    | 7 458    | 8,84%  |
| Debrecen         | Madar Miklós                |                    | Független                                                                                    | -        | -      |
| Dunaújváros      | Pintér Tamás                |                    | Rajta Újváros! Egyesület                                                                     | 12 938   | 67,78% |
| Dunaújváros      | Magyar András               |                    | Fidesz–KDNP, Jövő Új-Városáért Egyesület (JUVE)                                              | 6 149    | 32,22% |
| Eger             | Vágner Ákos                 |                    | Fidesz–KDNP                                                                                  | 8 527    | 35,51% |
| Eger             | Mirkóczki Ádám              |                    | Civil Közéleti Egyesület                                                                     | 6 370    | 26,52% |
| Eger             | Pál György                  |                    | MSZP, Momentum, DK, Párbeszéd                                                                | 3 020    | 12,57% |
| Eger             | Domán Dániel                |                    | MKKP                                                                                         | 1 963    | 8,17%  |
| Eger             | Tarsoly József              |                    | Független                                                                                    | 1 566    | 6,52%  |
| Eger             | Oroján Sándor               |                    | Egerért Most Egyesület                                                                       | 1 203    | 5,01%  |
| Eger             | Pápai Ákos                  |                    | Mi Hazánk                                                                                    | 1 044    | 4,35%  |
| Eger             | Orosz Lászlóné              |                    | Független                                                                                    | 323      | 1,34%  |
| Esztergom        | Hernádi Ádám                |                    | Fidesz–KDNP                                                                                  | 8 418    | 70,33% |
| Esztergom        | Bádi Gábor                  |                    | Szeretgom Egyesület                                                                          | 2 672    | 22,32% |
| Esztergom        | Méhes Szilveszter           |                    | Mi Hazánk                                                                                    | 879      | 7,34%  |
| Érd              | Csőzik László               |                    | Szövetség Érdért, MSZP, DK                                                                   | 21 274   | 61,26% |
| Érd              | Kardosné Gyurkó Katalin     |                    | Fidesz–KDNP                                                                                  | 11 313   | 32,58% |
| Érd              | Farkas Gáborné Szalai Tímea |                    | Mi Hazánk                                                                                    | 1 316    | 3,79%  |
| Érd              | Asztalos Éva                |                    | Független                                                                                    | 826      | 2,38%  |
| Győr             | Pintér Bence                |                    | Tiszta Szívvel a Városért Egyesület, Momentum, LMP                                           | 18 295   | 31,15% |
| Győr             | Dézsi Csaba András          |                    | Fidesz–KDNP                                                                                  | 17 856   | 30,40% |
| Győr             | Borkai Zsolt                |                    | Borkaival Közösen a Jövőnkért Egyesület                                                      | 15 869   | 27,02% |
| Győr             | Glázer Tímea                |                    | DK, Jobbik                                                                                   | 2 025    | 3,45%  |
| Győr             | Koródi István               |                    | Mi Hazánk                                                                                    | 1 766    | 3,01%  |
| Győr             | Kovács László               |                    | Civilek Győrért Egyesület                                                                    | 1 668    | 2,84%  |
| Győr             | Balla Jenő                  |                    | Összefogás Győrért Egyesület                                                                 | 1 257    | 2,14%  |
| Győr             | Mészáros Géza               |                    | Független                                                                                    | -        | -      |
| Hódmezővásárhely | Márki-Zay Péter             |                    | MMN                                                                                          | 12 504   | 55,10% |
| Hódmezővásárhely | Grezsa István               |                    | Fidesz–KDNP                                                                                  | 8 658    | 38,15% |
| Hódmezővásárhely | Kovács Pál                  |                    | Független                                                                                    | 866      | 3,82%  |
| Hódmezővásárhely | Balog Norbert               |                    | Mi Hazánk                                                                                    | 664      | 2,93%  |
| Kaposvár         | Szita Károly                |                    | Fidesz–KDNP                                                                                  | 13 803   | 52,10% |
| Kaposvár         | Pintér Attila               |                    | DK, MSZP, Momentum, Jobbik                                                                   | 5 856    | 22,10% |
| Kaposvár         | Horváth Ákos Ervin          |                    | Új polgármestert, Új városvezetést Egyesület                                                 | 3 189    | 12,04  |
| Kaposvár         | Nadrai Norbert József       |                    | Kaposváriak Köre Egyesület                                                                   | 2 008    | 7,58%  |
| Kaposvár         | Borondics Barnabás          |                    | Mi Hazánk                                                                                    | 1 636    | 6,18%  |
| Kecskemét        | Szemereyné Pataki Klaudia   |                    | Fidesz–KDNP                                                                                  | 19 526   | 41,89% |
| Kecskemét        | Király József               |                    | Szövetség a Hírös Városért Egyesület, DK, LMP, MSZP, Párbeszéd                               | 13 786   | 29,57% |
| Kecskemét        | Hódi Zsuzsanna              |                    | Mi Hazánk                                                                                    | 5 240    | 11,24% |
| Kecskemét        | Kara László                 |                    | Független                                                                                    | 3 868    | 8,30%  |
| Kecskemét        | Klinger Ádám András         |                    | Civil Összefogás Városunkért Egyesület                                                       | 3 212    | 6,89%  |
| Kecskemét        | Bodrogi Tamás               |                    | Válasszon Jövőt! Kiskun Lokálpatrióta Egyesület                                              | 984      | 2,11%  |
| Miskolc          | Tóth-Szántai József         |                    | Pont Mi - Lokálpatrióták Egyesülete, Fidesz–KDNP                                             | 24 695   | 40,20% |
| Miskolc          | Barkai László               |                    | DK, LMP, MSZP, Párbeszéd                                                                     | 13 591   | 22,12% |
| Miskolc          | Varga Andrea Klára          |                    | Függetlenek a Szinva Városáért Egyesület, Jobbik, Momentum                                   | 8 321    | 13,54% |
| Miskolc          | Lehoczki László             |                    | A Nép Pártján                                                                                | 7 554    | 12,30% |
| Miskolc          | Pakusza Zoltán              |                    | Mi Hazánk                                                                                    | 4 277    | 6,96%  |
| Miskolc          | Dohány András               |                    | Független                                                                                    | 2 453    | 3,99%  |
| Miskolc          | Fintor Zsolt                |                    | Független                                                                                    | 543      | 0,88%  |
| Nagykanizsa      | Horváth Jácint              |                    | Éljen VárosuNk Egyesület, DK, MSZP, Momentum, LMP, Jobbik                                    | 9 495    | 47,86% |
| Nagykanizsa      | Balogh László               |                    | Fidesz-KDNP                                                                                  | 8 394    | 42,31% |
| Nagykanizsa      | Hokker Tibor                |                    | Mi Hazánk                                                                                    | 1 207    | 6,08%  |
| Nagykanizsa      | Víg Attila                  |                    | Független                                                                                    | 743      | 3,75%  |
| Nyíregyháza      | Kovács Ferenc               |                    | Fidesz–KDNP                                                                                  | 23 271   | 45,90% |
| Nyíregyháza      | Jeszenszki András           |                    | Szövetség Városunkért, MSZP, Momentum, Párbeszéd, LMP, A Nép Pártján, MMN                    | 21 075   | 41,57% |
| Nyíregyháza      | Kovács Koppány Zoltán       |                    | Mi Hazánk                                                                                    | 4 887    | 9,64%  |
| Nyíregyháza      | Nagy László                 |                    | Baloldali Kör Párt                                                                           | 1 468    | 2,90%  |
| Pécs             | Péterffy Attila             |                    | Pécs Jövőjéért Egyesület, DK, MSZP, Momentum, Párbeszéd, Forum Sopianae                      | 28 028   | 46,05% |
| Pécs             | Csizmadia Péter             |                    | Fidesz–KDNP, Összefogás Pécsért Egyesület                                                    | 21 778   | 35,78% |
| Pécs             | Szentgyörgyváry Péter       |                    | Független                                                                                    | 5 572    | 9,15%  |
| Pécs             | Sándor Zoltán               |                    | Mi Hazánk                                                                                    | 2 346    | 3,85%  |
| Pécs             | Bognár Szilvia              |                    | Tiszta Kezek Egyesület                                                                       | 2 262    | 3,72%  |
| Pécs             | Lajos Milán                 |                    | Független                                                                                    | 883      | 1,45%  |
| Salgótarján      | Kreicsi Bálint              |                    | Hajrá Salgótarján! Egyesület, Fidesz–KDNP                                                    | 6 346    | 46,58% |
| Salgótarján      | Huszár Máté                 |                    | SALGÓTARJÁN, Szeretem! Egyesület DK, MSZP, Párbeszéd, Jobbik                                 | 4 981    | 36,56% |
| Salgótarján      | Ferkó Attila György         |                    | Jobb Páholy - Förster Társaság Egyesület                                                     | 1 061    | 7,79%  |
| Salgótarján      | Egyedi Norbert              |                    | Mi Hazánk                                                                                    | 656      | 4,82%  |
| Salgótarján      | Rákos Tamás                 |                    | A Nép Pártján                                                                                | 482      | 3,54%  |
| Salgótarján      | Nagy Attila                 |                    | Munkáspárt                                                                                   | 97       | 0,71%  |
| Sopron           | Farkas Ciprián              |                    | Fidesz–KDNP                                                                                  | 13 572   | 50,84% |
| Sopron           | Sovány Endre                |                    | Független                                                                                    | 5 340    | 20,00% |
| Sopron           | Jakál Adrienn               |                    | Párbeszéd, DK, MSZP                                                                          | 3 405    | 12,75% |
| Sopron           | Holpár Csaba                |                    | MKKP                                                                                         | 1 933    | 7,24%  |
| Sopron           | Horváth Gábor               |                    | Mi Hazánk                                                                                    | 1 510    | 5,66%  |
| Sopron           | Reischl Gábor               |                    | Jobbik, LMP, Nyugat Jövője Egyesület                                                         | 936      | 3,51%  |
| Szeged           | Botka László                |                    | Összefogás Szegedért Egyesület, MSZP, Jobbik, DK                                             | 47 601   | 67,74% |
| Szeged           | Fülöp László                |                    | Fidesz–KDNP                                                                                  | 16 891   | 24,04% |
| Szeged           | Tímár Tamás                 |                    | Mi Hazánk                                                                                    | 3 510    | 5,00%  |
| Szeged           | Joób Márton                 |                    | Független                                                                                    | 1 632    | 2,32%  |
| Szeged           | Szabó Bálint                |                    | Itt az Idő Egyesület                                                                         | 633      | 0,90%  |
| Székesfehérvár   | Cser-Palkovics András       |                    | Fidesz                                                                                       | 33 259   | 74,11% |
| Székesfehérvár   | Ráczné Földi Judit          |                    | "FEHÉRVÁRÉRT KÖZÖSEN" Egyesület, DK, MSZP, Párbeszéd                                         | 5 733    | 12,78% |
| Székesfehérvár   | Juhász László               |                    | Válasz - Független Civilek Fehérvárért Egyesület                                             | 3 757    | 8,37%  |
| Székesfehérvár   | Végh Annamária              |                    | Mi Hazánk                                                                                    | 2 127    | 4,74%  |
| Szekszárd        | Berlinger Attila            |                    | Fidesz–KDNP                                                                                  | 7 788    | 54,03% |
| Szekszárd        | Bomba Gábor                 |                    | Éljen Szekszárd Egyesület                                                                    | 5 112    | 35,47% |
| Szekszárd        | Tóth Endre                  |                    | Mi Hazánk                                                                                    | 1 513    | 10,50% |
| Szolnok          | Győrfi Mihály               |                    | Tegyünk Szolnokért Egyesület, Jobbik, Momentum, MSZP, DK, Párbeszéd                          | 12 182   | 39,90% |
| Szolnok          | Szalay Ferenc               |                    | Fidesz–KDNP                                                                                  | 11 807   | 38,68% |
| Szolnok          | Tóth Áron                   |                    | LMP                                                                                          | 2 911    | 9,54%  |
| Szolnok          | Becsei Sebestyén            |                    | Mi Hazánk                                                                                    | 1 968    | 6,45%  |
| Szolnok          | Soós Krisztián              |                    | Független                                                                                    | 917      | 3,00%  |
| Szolnok          | Németh Attila               |                    | Minden Döntés Számít Egyesület                                                               | 486      | 1,59%  |
| Szolnok          | Bencsik Mihály              |                    | Munkáspárt                                                                                   | 257      | 0,84%  |
| Szombathely      | Nemény András               |                    | Éljen Szombathely! Egyesület, MSZP, Momentum, DK, Párbeszéd, MMN                             | 25 231   | 64,92% |
| Szombathely      | Lenkai Nóra                 |                    | Fidesz–KDNP                                                                                  | 11 767   | 30,28% |
| Szombathely      | Danka Lajos                 |                    | Mi Hazánk                                                                                    | 1 047    | 2,69%  |
| Szombathely      | Balassa Péter               |                    | Konzervatívok Egy Jobb Városért                                                              | 819      | 2,11%  |
| Tatabánya        | Szücsné Posztovics Ilona    |                    | Többségben Tatabányáért, DK, Momentum, Párbeszéd, LMP, MSZP, A Nép Pártján                   | 13 562   | 50,14% |
| Tatabánya        | Gál Csaba                   |                    | Fidesz-KDNP                                                                                  | 10 837   | 40,06% |
| Tatabánya        | Vajda Krisztián Ferenc      |                    | Mi Hazánk                                                                                    | 1 672    | 6,18%  |
| Tatabánya        | Fekete Miklós               |                    | Generációk Tatabányáért                                                                      | 978      | 3,62%  |
| Veszprém         | Porga Gyula                 |                    | Fidesz–KDNP                                                                                  | 12 165   | 47,55% |
| Veszprém         | Hartmann Ferenc             |                    | Híd a Városért Egyesület, MSZP, Momentum, DK, Párbeszéd                                      | 7 528    | 29,43% |
| Veszprém         | Adamecz Zoltán              |                    | Együtt Veszprémért                                                                           | 4 377    | 17,11% |
| Veszprém         | Kovacsics Zsolt             |                    | Mi Hazánk                                                                                    | 1 513    | 5,91%  |
| Zalaegerszeg     | Balaicz Zoltán              |                    | Fidesz–KDNP                                                                                  | 18 686   | 73,08% |
| Zalaegerszeg     | Keresztes Csaba             |                    | Momentum, DK                                                                                 | 3 464    | 13,55% |
| Zalaegerszeg     | Góra Balázs                 |                    | Tiéd a Város Egyesület                                                                       | 1 772    | 6,93%  |
| Zalaegerszeg     | Kiss Ferenc                 |                    | Mi Hazánk                                                                                    | 1 648    | 6,45%  |
| Zalaegerszeg     | Torday Renátó               |                    | Független                                                                                    | -        | -      |

### Vármegyei közgyűlések
| Terület                | Fidesz–KDNP | DK | Mi Hazánk | Momentum | MSZP | LMP | Jobbik | A Nép Pártján | MKKP | 2RK |
| Baranya                | X           | X  | X         | X        | X    | X   | –      | –             | –    | –   |
| Bács-Kiskun            | X           | X  | X         | X        | X    | –   | –      | –             | –    | –   |
| Békés                  | X           | X  | X         | X        | X    | –   | –      | –             | –    | –   |
| Borsod-Abaúj-Zemplén   | X           | X  | X         | X        | X    | –   | –      | –             | –    | –   |
| Csongrád               | X           | X  | X         | X        | X    | –   | –      | –             | –    | –   |
| Fejér                  | X           | X  | X         | X        | –    | –   | –      | –             | X    | –   |
| Győr-Moson-Sopron      | X           | X  | X         | X        | –    | –   | –      | –             | –    | –   |
| Hajdú-Bihar            | X           | X  | X         | X        | X    | –   | –      | –             | –    | –   |
| Heves                  | X           | X  | X         | X        | –    | –   | X      | –             | –    | X   |
| Jász-Nagykun-Szolnok   | X           | X  | X         | X        | X    | X   | X      | –             | –    | –   |
| Komárom-Esztergom      | X           | X  | X         | X        | X    | –   | –      | –             | –    | –   |
| Nógrád                 | X           | X  | X         | X        | X    | X   | –      | X             | –    | –   |
| Pest                   | X           | X  | X         | X        | –    | –   | –      | –             | –    | –   |
| Somogy                 | X           | X  | X         | –        | –    | –   | –      | –             | –    | –   |
| Szabolcs-Szatmár-Bereg | X           | X  | X         | –        | –    | –   | –      | –             | –    | –   |
| Tolna                  | X           | X  | X         | X        | X    | X   | –      | –             | –    | –   |
| Vas                    | X           | X  | X         | X        | X    | X   | –      | –             | –    | –   |
| Veszprém               | X           | X  | X         | X        | X    | X   | X      | –             | –    | –   |
| Zala                   | X           | X  | X         | X        | –    | –   | –      | –             | –    | –   |
| Összesen               | 19          | 19 | 19        | 17       | 12   | 6   | 3      | 1             | 1    | 1   |

| Baranya                | VAN Közéleti Egyesület         |
| Fejér                  | VÁLASZ FCF                     |
| Komárom-Esztergom      | KEM                            |
| Somogy                 | SOMOGYÉRT Egyesület            |
| Somogy                 | Somogyi Függetlenek Szövetsége |
| Szabolcs-Szatmár-Bereg | Nyírségi Civil Kontroll        |
| Szabolcs-Szatmár-Bereg | ÖSSZEFOGÁS MEGYÉNKÉRT          |
| Tolna                  | VAN Közéleti Egyesület         |
| Zala                   | VAN Közéleti Egyesület         |
| Vas                    | Közösen Vas Megyéért Egyesület |

| Az érvényes szavazatok megoszlása a vármegyei közgyűlési választáson (áttekintő tábla, %) | Az érvényes szavazatok megoszlása a vármegyei közgyűlési választáson (áttekintő tábla, %) | Az érvényes szavazatok megoszlása a vármegyei közgyűlési választáson (áttekintő tábla, %) | Az érvényes szavazatok megoszlása a vármegyei közgyűlési választáson (áttekintő tábla, %) | Az érvényes szavazatok megoszlása a vármegyei közgyűlési választáson (áttekintő tábla, %) | Az érvényes szavazatok megoszlása a vármegyei közgyűlési választáson (áttekintő tábla, %) | Az érvényes szavazatok megoszlása a vármegyei közgyűlési választáson (áttekintő tábla, %) | Az érvényes szavazatok megoszlása a vármegyei közgyűlési választáson (áttekintő tábla, %) | Az érvényes szavazatok megoszlása a vármegyei közgyűlési választáson (áttekintő tábla, %) | Az érvényes szavazatok megoszlása a vármegyei közgyűlési választáson (áttekintő tábla, %) | Az érvényes szavazatok megoszlása a vármegyei közgyűlési választáson (áttekintő tábla, %) | Az érvényes szavazatok megoszlása a vármegyei közgyűlési választáson (áttekintő tábla, %) | Az érvényes szavazatok megoszlása a vármegyei közgyűlési választáson (áttekintő tábla, %) | Az érvényes szavazatok megoszlása a vármegyei közgyűlési választáson (áttekintő tábla, %) | Az érvényes szavazatok megoszlása a vármegyei közgyűlési választáson (áttekintő tábla, %) | Az érvényes szavazatok megoszlása a vármegyei közgyűlési választáson (áttekintő tábla, %) | Az érvényes szavazatok megoszlása a vármegyei közgyűlési választáson (áttekintő tábla, %) | Az érvényes szavazatok megoszlása a vármegyei közgyűlési választáson (áttekintő tábla, %) | Az érvényes szavazatok megoszlása a vármegyei közgyűlési választáson (áttekintő tábla, %) | Az érvényes szavazatok megoszlása a vármegyei közgyűlési választáson (áttekintő tábla, %) | Az érvényes szavazatok megoszlása a vármegyei közgyűlési választáson (áttekintő tábla, %) | Az érvényes szavazatok megoszlása a vármegyei közgyűlési választáson (áttekintő tábla, %) |
| ----------------------------------------------------------------------------------------- | ----------------------------------------------------------------------------------------- | ----------------------------------------------------------------------------------------- | ----------------------------------------------------------------------------------------- | ----------------------------------------------------------------------------------------- | ----------------------------------------------------------------------------------------- | ----------------------------------------------------------------------------------------- | ----------------------------------------------------------------------------------------- | ----------------------------------------------------------------------------------------- | ----------------------------------------------------------------------------------------- | ----------------------------------------------------------------------------------------- | ----------------------------------------------------------------------------------------- | ----------------------------------------------------------------------------------------- | ----------------------------------------------------------------------------------------- | ----------------------------------------------------------------------------------------- | ----------------------------------------------------------------------------------------- | ----------------------------------------------------------------------------------------- | ----------------------------------------------------------------------------------------- | ----------------------------------------------------------------------------------------- | ----------------------------------------------------------------------------------------- | ----------------------------------------------------------------------------------------- | ----------------------------------------------------------------------------------------- |
| Részvétel (%)                                                                             | Részvétel (%)                                                                             | Részvétel (%)                                                                             | 59,80%                                                                                    | 53,45%                                                                                    | 55,14%                                                                                    | 58,94%                                                                                    | 57,12%                                                                                    | 57,43%                                                                                    | 60,35%                                                                                    | 53,99%                                                                                    | 59,05%                                                                                    | 53,72%                                                                                    | 56,36%                                                                                    | 60,44%                                                                                    | 57,79%                                                                                    | 58,70%                                                                                    | 59,97%                                                                                    | 57,81%                                                                                    | 63,05%                                                                                    | 60,10%                                                                                    | 61,18%                                                                                    |
| #.                                                                                        | Lista                                                                                     | Lista                                                                                     | BAR                                                                                       | BKK                                                                                       | BÉK                                                                                       | BAZ                                                                                       | CSN                                                                                       | FEJ                                                                                       | GYS                                                                                       | HJB                                                                                       | HEV                                                                                       | JNS                                                                                       | KME                                                                                       | NÓG                                                                                       | PES                                                                                       | SOM                                                                                       | SZB                                                                                       | TOL                                                                                       | VAS                                                                                       | VES                                                                                       | ZAL                                                                                       |
| 1.                                                                                        |                                                                                           | Fidesz–KDNP                                                                               | 55,43%                                                                                    | 55,78%                                                                                    | 51,16%                                                                                    | 56,00%                                                                                    | 47,66%                                                                                    | 52,27%                                                                                    | 57,00%                                                                                    | 56,65%                                                                                    | 52,34%                                                                                    | 53,18%                                                                                    | 47,47%                                                                                    | 56,18%                                                                                    | 45,64%                                                                                    | 52,22%                                                                                    | 62,49%                                                                                    | 56,92%                                                                                    | 59,07%                                                                                    | 50,53%                                                                                    | 57,27%                                                                                    |
| 2.                                                                                        |                                                                                           | Mi Hazánk                                                                                 | 12,16%                                                                                    | 20,37%                                                                                    | 21,04%                                                                                    | 18,68%                                                                                    | 24,08%                                                                                    | 13,59%                                                                                    | 18,00%                                                                                    | 17,60%                                                                                    | 14,45%                                                                                    | 14,04%                                                                                    | 15,66%                                                                                    | 17,04%                                                                                    | 17,25%                                                                                    | 10,36%                                                                                    | 15,19%                                                                                    | 14,76%                                                                                    | 11,22%                                                                                    | 13,44%                                                                                    | 15,17%                                                                                    |
| 3.                                                                                        |                                                                                           | DK                                                                                        | 10,54%                                                                                    | 11,04%                                                                                    | 12,69%                                                                                    | 10,89%                                                                                    | 10,75%                                                                                    | 10,17%                                                                                    | 12,45%                                                                                    | 10,40%                                                                                    | 12,86%                                                                                    | 9,71%                                                                                     | 12,39%                                                                                    | 9,62%                                                                                     | 16,30%                                                                                    | 8,56%                                                                                     | 9,18%                                                                                     | 9,43%                                                                                     | 7,44%                                                                                     | 12,89%                                                                                    | 11,78%                                                                                    |
| 4.                                                                                        |                                                                                           | Momentum                                                                                  | 6,72%                                                                                     | 9,96%                                                                                     | 11,14%                                                                                    | 8,34%                                                                                     | 12,68%                                                                                    | 6,76%                                                                                     | 12,55%                                                                                    | 12,46%                                                                                    | 8,18%                                                                                     | 7,65%                                                                                     | 11,43%                                                                                    | 6,78%                                                                                     | 20,82%                                                                                    | -                                                                                         | -                                                                                         | 8,60%                                                                                     | 7,37%                                                                                     | 9,71%                                                                                     | 11,97%                                                                                    |
| 5.                                                                                        |                                                                                           | MKKP                                                                                      | -                                                                                         | -                                                                                         | -                                                                                         | -                                                                                         | -                                                                                         | 11,60%                                                                                    | -                                                                                         | -                                                                                         | -                                                                                         | -                                                                                         | -                                                                                         | -                                                                                         | -                                                                                         | -                                                                                         | -                                                                                         | -                                                                                         | -                                                                                         | -                                                                                         | -                                                                                         |
| 5.                                                                                        |                                                                                           | Jobbik                                                                                    | -                                                                                         | -                                                                                         | -                                                                                         | -                                                                                         | -                                                                                         | -                                                                                         | -                                                                                         | -                                                                                         | 6,84%                                                                                     | 7,87%                                                                                     | -                                                                                         | -                                                                                         | -                                                                                         | -                                                                                         | -                                                                                         | -                                                                                         | -                                                                                         | 4,15%                                                                                     | -                                                                                         |
| 7.                                                                                        |                                                                                           | MSZP                                                                                      | 4,73%                                                                                     | 2,85%                                                                                     | 3,97%                                                                                     | 6,09%                                                                                     | 4,84%                                                                                     | -                                                                                         | -                                                                                         | 2,88%                                                                                     | -                                                                                         | 4,07%                                                                                     | 3,76%                                                                                     | 3,83%                                                                                     | -                                                                                         | -                                                                                         | -                                                                                         | 4,27%                                                                                     | 3,71%                                                                                     | 4,68%                                                                                     | -                                                                                         |
| 8.                                                                                        |                                                                                           | LMP                                                                                       | 3,93%                                                                                     | -                                                                                         | -                                                                                         | -                                                                                         | -                                                                                         | -                                                                                         | -                                                                                         | -                                                                                         | -                                                                                         | 3,48%                                                                                     | -                                                                                         | 2,47%                                                                                     | -                                                                                         | -                                                                                         | -                                                                                         | 2,98%                                                                                     | 2,22%                                                                                     | 4,59%                                                                                     | -                                                                                         |
| 9.                                                                                        |                                                                                           | 2RK Párt                                                                                  | -                                                                                         | -                                                                                         | -                                                                                         | -                                                                                         | -                                                                                         | -                                                                                         | -                                                                                         | -                                                                                         | 5,32%                                                                                     | -                                                                                         | -                                                                                         | -                                                                                         | -                                                                                         | -                                                                                         | -                                                                                         | -                                                                                         | -                                                                                         | -                                                                                         | -                                                                                         |
| 10.                                                                                       |                                                                                           | A Nép Pártján                                                                             | -                                                                                         | -                                                                                         | -                                                                                         | -                                                                                         | -                                                                                         | -                                                                                         | -                                                                                         | -                                                                                         | -                                                                                         | -                                                                                         | -                                                                                         | 4,08%                                                                                     | -                                                                                         | -                                                                                         | -                                                                                         | -                                                                                         | -                                                                                         | -                                                                                         | -                                                                                         |
|                                                                                           |                                                                                           |                                                                                           |                                                                                           |                                                                                           |                                                                                           |                                                                                           |                                                                                           |                                                                                           |                                                                                           |                                                                                           |                                                                                           |                                                                                           |                                                                                           |                                                                                           |                                                                                           |                                                                                           |                                                                                           |                                                                                           |                                                                                           |                                                                                           |                                                                                           |
|                                                                                           | Megyei szervezetek                                                                        | Megyei szervezetek                                                                        | 6,49%                                                                                     | -                                                                                         | -                                                                                         | -                                                                                         | -                                                                                         | 5,61%                                                                                     | -                                                                                         | -                                                                                         | -                                                                                         | -                                                                                         | 9,30%                                                                                     | -                                                                                         | -                                                                                         | 19,88%                                                                                    | 9,72%                                                                                     | 3,05%                                                                                     | 8,97%                                                                                     | -                                                                                         | 3,80%                                                                                     |
| 8,98%                                                                                     | Megyei szervezetek                                                                        | Megyei szervezetek                                                                        | 6,49%                                                                                     | -                                                                                         | -                                                                                         | -                                                                                         | -                                                                                         | 5,61%                                                                                     | -                                                                                         | -                                                                                         | -                                                                                         | -                                                                                         | 9,30%                                                                                     | -                                                                                         | -                                                                                         | 3,41%                                                                                     |                                                                                           | 3,05%                                                                                     | 8,97%                                                                                     | -                                                                                         | 3,80%                                                                                     |

| Jelmagyarázat                    | Jelmagyarázat | Jelmagyarázat | Jelmagyarázat | Jelmagyarázat | Jelmagyarázat | Jelmagyarázat |
| -------------------------------- | ------------- | ------------- | ------------- | ------------- | ------------- | ------------- |
| Helyezés                         | 1.            | 2.            | 3.            | 4.            | 5.            | 6.-           |
| vastag betű - közgyűlési többség |               |               |               |               |               |               |

| A megszerzett vármegyei közgyűlési helyek | A megszerzett vármegyei közgyűlési helyek | A megszerzett vármegyei közgyűlési helyek | A megszerzett vármegyei közgyűlési helyek | A megszerzett vármegyei közgyűlési helyek | A megszerzett vármegyei közgyűlési helyek | A megszerzett vármegyei közgyűlési helyek | A megszerzett vármegyei közgyűlési helyek | A megszerzett vármegyei közgyűlési helyek | A megszerzett vármegyei közgyűlési helyek | A megszerzett vármegyei közgyűlési helyek | A megszerzett vármegyei közgyűlési helyek | A megszerzett vármegyei közgyűlési helyek | A megszerzett vármegyei közgyűlési helyek | A megszerzett vármegyei közgyűlési helyek | A megszerzett vármegyei közgyűlési helyek | A megszerzett vármegyei közgyűlési helyek | A megszerzett vármegyei közgyűlési helyek | A megszerzett vármegyei közgyűlési helyek | A megszerzett vármegyei közgyűlési helyek | A megszerzett vármegyei közgyűlési helyek | A megszerzett vármegyei közgyűlési helyek | A megszerzett vármegyei közgyűlési helyek |
| ----------------------------------------- | ----------------------------------------- | ----------------------------------------- | ----------------------------------------- | ----------------------------------------- | ----------------------------------------- | ----------------------------------------- | ----------------------------------------- | ----------------------------------------- | ----------------------------------------- | ----------------------------------------- | ----------------------------------------- | ----------------------------------------- | ----------------------------------------- | ----------------------------------------- | ----------------------------------------- | ----------------------------------------- | ----------------------------------------- | ----------------------------------------- | ----------------------------------------- | ----------------------------------------- | ----------------------------------------- | ----------------------------------------- |
| Közgyűlés létszáma                        | Közgyűlés létszáma                        | Közgyűlés létszáma                        | 18                                        | 23                                        | 16                                        | 28                                        | 19                                        | 20                                        | 22                                        | 24                                        | 15                                        | 18                                        | 15                                        | 15                                        | 46                                        | 15                                        | 25                                        | 15                                        | 15                                        | 17                                        | 15                                        | 381                                       |
| #.                                        | Lista                                     | Lista                                     | BAR                                       | BKK                                       | BÉK                                       | BAZ                                       | CSN                                       | FEJ                                       | GYS                                       | HJB                                       | HEV                                       | JNS                                       | KME                                       | NÓG                                       | PES                                       | SOM                                       | SZB                                       | TOL                                       | VAS                                       | VES                                       | ZAL                                       | ∑                                         |
| 1.                                        |                                           | Fidesz–KDNP                               | 12                                        | 14                                        | 9                                         | 17                                        | 10                                        | 11                                        | 13                                        | 15                                        | 9                                         | 11                                        | 8                                         | 10                                        | 21                                        | 9                                         | 17                                        | 11                                        | 10                                        | 11                                        | 9                                         | 227                                       |
| 2.                                        |                                           | Mi Hazánk                                 | 2                                         | 5                                         | 3                                         | 5                                         | 5                                         | 3                                         | 4                                         | 4                                         | 2                                         | 3                                         | 2                                         | 3                                         | 8                                         | 1                                         | 4                                         | 2                                         | 2                                         | 2                                         | 2                                         | 62                                        |
| 3.                                        |                                           | DK                                        | 2                                         | 2                                         | 2                                         | 3                                         | 2                                         | 2                                         | 2                                         | 2                                         | 2                                         | 2                                         | 2                                         | 1                                         | 7                                         | 1                                         | 2                                         | 1                                         | 1                                         | 2                                         | 2                                         | 40                                        |
| 4.                                        |                                           | Momentum                                  | 1                                         | 2                                         | 2                                         | 2                                         | 2                                         | 1                                         | 3                                         | 3                                         | 1                                         | 1                                         | 2                                         | 1                                         | 10                                        |                                           |                                           | 1                                         | 1                                         | 2                                         | 2                                         | 37                                        |
| 5.                                        |                                           | MKKP                                      |                                           |                                           |                                           |                                           |                                           | 2                                         |                                           |                                           |                                           |                                           |                                           |                                           |                                           |                                           |                                           |                                           |                                           |                                           |                                           | 2                                         |
| 5.                                        |                                           | Jobbik                                    |                                           |                                           |                                           |                                           |                                           |                                           |                                           |                                           | 1                                         | 1                                         |                                           |                                           |                                           |                                           |                                           |                                           |                                           |                                           |                                           | 2                                         |
| 7.                                        |                                           | MSZP                                      |                                           |                                           |                                           | 1                                         |                                           |                                           |                                           |                                           |                                           |                                           |                                           |                                           |                                           |                                           |                                           |                                           |                                           |                                           |                                           | 1                                         |
|                                           |                                           |                                           |                                           |                                           |                                           |                                           |                                           |                                           |                                           |                                           |                                           |                                           |                                           |                                           |                                           |                                           |                                           |                                           |                                           |                                           |                                           |                                           |
| Megyei szervezetek                        | Megyei szervezetek                        | Megyei szervezetek                        | 1                                         |                                           |                                           |                                           |                                           | 1                                         |                                           |                                           |                                           |                                           | 1                                         |                                           |                                           | 3                                         | 2                                         |                                           | 1                                         |                                           |                                           | 10                                        |
| Megyei szervezetek                        | Megyei szervezetek                        | Megyei szervezetek                        | 1                                         | 1                                         |                                           |                                           |                                           | 1                                         |                                           |                                           |                                           |                                           | 1                                         |                                           |                                           |                                           | 2                                         |                                           | 1                                         |                                           |                                           | 10                                        |